# Орбатех
Орбатех (вірм. Հորբատեղ) — село в марзі Вайоц-Дзор, на півдні Вірменії. Село розташоване за 20 км на північ від міста Єхегнадзор. Село розташоване за 4 км на північ від села Єхегіс.
31 серпня 2009 р. від граду постраждали посіви злакових і овоче-баштанних культур, а в результаті селів, що виникли через дощі та град, була частково зруйнована сільська дорога.